# 다니엘 제랑
다니엘 제랑(프랑스어: Daniel Jérent, 1991년 6월 4일~)은 프랑스의 펜싱 선수로 주 종목은 에페이다. 2016년 하계 올림픽 남자 에페 단체전에서 금메달을 획득했으며 세계 선수권 대회 단체전 금메달 3개, 동메달 1개를 획득했다.